# باتريشيا سكانلان
باتريشيا سكانلان (بالإنجليزية: Patricia Scanlan)‏ (12 نوفمبر 1956، دبلن في جمهورية أيرلندا)؛ روائية أيرلندية.